# Ë
La Ë, in minuscolo ë (e con dieresi), è una lettera delle lingue albanese, casciuba, ladina, e piemontese presente anche in afrikaans, olandese, francese, lussemburghese e svedese. Sino agli anni '80 del XX secolo, essa era utilizzata anche nella variante di Issime della lingua walser, il töitschu, venendo soppiantata in seguito dalla grafia ⟨é⟩.